# Puigsacreu (Sant Pau de Segúries)
El Puigsacreu és una muntanya de 1.112 metres que es troba entre els municipis de la Vall de Bianya, a la comarca de la Garrotxa i de Sant Pau de Segúries, a la comarca catalana del Ripollès.
Al cim s'hi troba un vèrtex geodèsic (referència 294085001).